# Tembentchi
Le Tembentchi (en russe : Тембенчи) est une rivière de Russie qui coule dans le krai de Krasnoïarsk en Sibérie centrale. C'est un affluent du Kotchetchoum en rive droite, donc un sous-affluent de l'Ienisseï par le Kotchetchoum puis par la Toungouska inférieure. 

## Géographie
Le bassin versant du Tembentchi a une superficie de 21 600 km2 (surface de taille un peu supérieure à la moitié de celle de la Suisse, ou encore comparable à celle du Salvador.)
Son débit moyen en fin de parcours se monte à 280 m3/s.
La rivière présente des crues annuelles au printemps, en mai-juin. La période d'étiage se déroule en hiver. 
Comme le Kotchetchoum dont il est tributaire, le Tembentchi prend naissance dans le krai de Krasnoïarsk, sur le versant sud des monts Poutorana, massif d'origine volcanique situé au nord-est du plateau de Sibérie centrale, dans la taïga sibérienne quasi inhabitée. La rivière coule grosso modo du nord-nord-ouest vers le sud-sud-est, plus ou moins parallèlement au cours du Kotchetchoum, mais plus à l'ouest. Il finit son parcours en se jetant dans le Kotchetchoum en rive droite, peu avant que ce dernier ne conflue avec la Toungouska inférieure (au niveau de la ville de Toura).

## Le gel
Le Tembentchi est habituellement pris par les glaces au mois d'octobre. Le dégel se produit fin mai ou début juin.

Le bassin versant du Tembentchi, comme la plus grande partie de la région centre-nord du plateau de Sibérie centrale, repose sur un couche de sol gelé en permanence (pergélisol continu), d'une épaisseur de 100 à 300 mètres.

## Hydrométrie
Le débit du Tembentchi a été observé sur une période de 47 ans (durant les années 1939-1994), à Tembentchi, localité située 89 kilomètres en amont de sa confluence avec le Kotchetchoum, à 187 mètres d'altitude . 
Le Tembentchi est une rivière abondante. Le module de la rivière à Tembentchi est de 253 m3/s pour une surface prise en compte de 18 900 km2, ce qui correspond à 87,5 % du bassin versant de la rivière qui compte 21 600 km2. La lame d'eau écoulée dans ce bassin se monte ainsi à 422 millimètres annuellement, ce qui est élevé. 
Le Tembentchi présente des fluctuations saisonnières de débit élevées. Les crues se déroulent au printemps, en juin-juillet (avec un maximum en juin) et résultent de la fonte des neiges. Dès le mois de juillet, le débit diminue fortement ce qui mène à un léger minimum d'été en août. Une deuxième période de crue, beaucoup moins importante que la première se déroule en automne (septembre) sous l'effet des précipitations de la saison. Puis survient l'hiver sibérien et ses importantes gelées ; la rivière atteint alors son minimum d'hiver, ou étiage, période allant de fin-octobre à fin avril. 
Le débit moyen mensuel observé en avril (minimum d'étiage) est de 4,12 m3/s, soit à peine 0,25 % du débit moyen du mois de juin (1 616 m3/s), ce qui illustre l'amplitude extrêmement élevée des variations saisonnières. Sur la période d'observation de 47 ans, le débit mensuel minimal a été de 0,27 m3/s en mars 1969, tandis que le débit mensuel maximal s'est élevé à 2 440 m3/s en juin 1979, plus que le débit moyen du Rhin en fin de parcours.